# Martin Rowlands
Martin Charles Rowlands (ur. 8 lutego 1979 w Londynie) – irlandzki piłkarz występujący na pozycji pomocnika.

## Kariera klubowa
Rowlands seniorską karierę rozpoczynał w 1996 roku w angielskim zespole Farnborough Town z Conference. W 1998 roku przeszedł do Brentfordu z Division Three. Zadebiutował tam 8 sierpnia 1999 roku w wygranym 3:0 pojedynku z Mansfield Town. W 1999 roku awansował z zespołem do Division Two. W 2001 roku dotarł z nim do finału LDV Vans Trophy, gdzie Brentford uległ jednak 1:2 ekipie Port Vale. W Brentfordzie spędził jeszcze 2 lata.
W 2003 roku Rowlands odszedł do Queens Park Rangers, także grającego w Division Two. Pierwszy ligowy mecz zaliczył tam 9 sierpnia 2003 roku przeciwko Blackpool (5:0). W 2004 roku awansował z zespołem do Championship. W tych rozgrywkach zadebiutował 7 sierpnia 2004 roku w zremisowanym 1:1 spotkaniu z Rotherhamem United. 14 sierpnia 2004 roku w zremisowanym 2:2 pojedynku z Sunderlandem strzelił pierwszego gola w Championship.
W lutym 2011 roku Rowlands został wypożyczony do Millwall, również występującego w Championship. W jego barwach rozegrał jedno spotkanie, a marcu 2011 roku wrócił do Queens Park Rangers.

## Kariera reprezentacyjna
W reprezentacji Irlandii Rowlands zadebiutował 27 maja 2004 roku w wygranym 1:0 towarzyskim meczu z Rumunią.